# Zoe Levin
Zoe Levin (* 24. listopadu 1993 Chicago) je americká herečka. V roce 2019 získala hlavní roli v seriálu Bonding od Netflixu, kde ztvárnila postavu Tiffany „Tiff“ Chester. Ve stejném roce se objevila i ve snímku The Long Home, který režíroval James Franco.
Narodila se v roce 1993 v Chicagu. S herectvím začala již v útlém věku. Ve věku třinácti let se poprvé ucházela o roli jako profesionální herečka. Poté se přestěhovala do Los Angeles, kde na univerzitě Loyola Marymount University studovala komunikaci a dějiny umění. Její herecká kariéra odstartovala v roce 2010, když získala roli ve filmu Trust, který režíroval David Schwimmer. V roce 2013 ztvárnila postavu Emily ve filmu Palo Alto a Tashu v dramatu Čas sklizně. V roce 2019 získala hlavní roli v seriálu Bonding, kde ztvárnila postavu Tiffany. Ve stejném roce se objevila i ve snímku The Long Home, který režíroval James Franco.

## Filmografie
| Rok       | Název                     | Role                  | Poznámky             |
| --------- | ------------------------- | --------------------- | -------------------- |
| 2010      | Trust                     | Brittany              |                      |
| 2011      | Havajské prázdniny        | dvojče                | krátký film          |
| 2012      | Advantage: Wienberg       | Colleen O'Shaughnessy | krátký film          |
| 2013      | Nezapomenutelné prázdniny | Steph                 |                      |
| 2013      | Arrested Development      | středoškolačka        | Díl: „Senoritis“     |
| 2013      | Palo Alto                 | Emily                 |                      |
| 2013      | Čas sklizně               | Tasha                 |                      |
| 2014–2015 | Red Band Society          | Kara Souders          | hlavní role, 13 dílů |
| 2016      | Relationship Status       | Libby                 | 3 díly               |
| 2018      | Summertime                | Lydia                 |                      |
| 2019      | Bonding                   | Tiffany               | hlavní role          |
| 2019      | The Long Home             | Amber Rose            |                      |